# Операція «Мінсміт»
Операція «Мінсміт» (англ. Operation Mincemeat) — кодова назва спеціальної дезінформаційної операції, проведеної британською розвідкою під час підготовки до висадки на італійський острів Сицилія. Вважається однією з найуспішніших в історії Другої світової війни.
Головною метою операції «Мінсміт» (mincemeat — укр. м'ясний фарш) визначалося ввести керівництво Третього Рейху й особисто Адольфа Гітлера в оману щодо планів союзного командування на літню кампанію 1943 року на Середземноморському театрі воєнних дій. Невелика група фахівців британської розвідки — група настільки секретна, що не більше ніж 20 людей знали про її існування — розробила та реалізувала план, відповідно до якого фіктивний офіцер Королівської морської піхоти, який, нібито маючи при собі цілком таємні документи, загинув в авіакатастрофі, потрапив у руки німецького Абверу. Таємна кореспонденція мала переконати німців, що союзні війська після успішного завершення Північно-Африканської кампанії намагатимуться продовжити активні бойові дії в акваторії Середземного моря й планують висадити морські десанти на материкову Грецію та італійський острів Сардинію, а не на Сицилію, як це насправді планувалося.
За оцінками деяких експертів, успіх цієї операції врятував життя щонайменше 40 000 британських і союзних солдат та офіцерів під час операції «Хаскі».

## Передумови
25 вересня 1942 року, літаючий човен Королівського британського флоту PBY «Каталіна», який перевозив штабних офіцерів з Британських островів до Гібралтару, розбився неподалік від іспанського узбережжя, поблизу міста Кадіс. Усі члени екіпажу та пасажири загинули. Серед загиблих був і кур'єр — лейтенант Джеймс Хадден Тернер, який мав при собі цілком таємні документи стосовно майбутньої операції «Смолоскип». Тернер віз листа від американського заступника командувача Союзними експедиційними силами генерала Марка В. Кларка до британського генерал-губернатора й головнокомандувача військами у Гібралтарі генерала Н. Мейсон-Макфарлейна, в якому повідомлялося про прибуття Д. Ейзенхауера до Гібралтару напередодні «Визначеного дня» — «4 листопада».
Тіло загиблого кур'єра море викинуло на пляж поблизу Таріфи, де незабаром його знайшли представники іспанської влади. Зважаючи на нейтральний статус Іспанії у цій війні, загиблого офіцера повернули англійцям, але на той час було добре відомо, що чинна іспанська влада налаштована про-німецьки, до того ж у країні діє розгалужена мережа агентів Абверу. Таємний лист було знайдено у померлого, і технічні експерти встановили, що його ніхто не відкривав. Проте британська контррозвідка мала інформацію, що німці навчилися майстерно відкривати поштові відправлення без видимих пошкоджень, щоб прочитати зміст повідомлень. Тому британцями було зроблено припущення, що або німецька розвідка все-ж таки не дісталася до листа, або зміст листування був сприйнятий як фальшивка, тому ворог проігнорував це.
Під час аналізу ситуації, яка поставила під серйозну загрозу майбутню операцію з висадки морського десанту у Північній Африці, виникла ідея операції «Мінсміт».

## Цілі дезінформації. Планування вторгнення

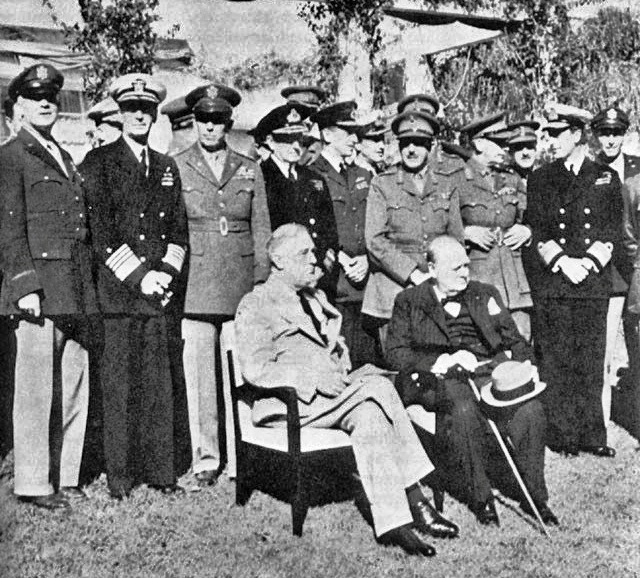
Касабланкська конференція: Американський президент Франклін Рузвельт та прем'єр-міністр Великої Британії Вінстон Черчилль

4 листопада 1942 року, Головнокомандувач союзними експедиційними силами генерал Дуайт Ейзенхауер зі своїм штабом прибув до Гібралтару, ще через кілька днів розпочалося масштабне вторгнення союзних військ до Французького Марокко та Алжиру. У січні 1943 на конференції під кодовою назвою «Символ» у Касабланці вище керівництво союзників визначилося з продовженням подальшого плану дій у Середземномор'ї, на Близькому Сході та в Африці.
Розраховуючи найближчим часом повністю оволодіти Північною Африкою, союзники вирішували, де завдати наступного рішучого удару: по Італії чи на Балканах. З огляду на стратегічне становище, яке займав острів Сицилія в акваторії Середземного моря, контроль над ним дозволяв позбавити загрози морським комунікаціям та забезпечити безперешкодний рух кораблів та суден на всьому театрі дій і, головне, звільнити від дворічної облоги Мальту.
Союзне командування розробляло детальний план висадки своїх військ на Сицилії. Місце висадки було вибрано дуже вдало й обіцяло великі успіхи англо-американцям, але лише за умови, що напад буде несподіваним для німецького та італійського командування. Опанування цього італійського острова, як стратегічна мета, було очевидним та логічним процесом подальших дій союзників. Як писав В.Черчилль:
«Усі, за винятком останнього кретина, здогадуються, що це буде Сицилія [наступна].»
Тому, саме тут італійсько-німецькі війська й чекали на удар і зосередили на цьому напрямку потужні сили.
Підготовка союзників до вторгнення на Європейський континент, зосередження військ, техніки, озброєння, військових запасів та майна не могло пройти не поміченим противником. Італійсько-німецьке командування чітко усвідомлювало, що напад відбудеться, питання було лише де. Приховати діяльність такого масштабу було практично нереально, тому союзники визначили за мету змусити ворога розпорошити його сили на великих просторах Середземномор'я й, таким чином, сприяти успіху запланованої висадки десанту. Британці вже мали значний досвід у проведенні такого роду дезінформаційних операцій на півночі Африки; вони створили плідну систему для введення противника в оману, використовуючи витік напівправдивих повідомлень та їх розповсюдження через подвійних агентів і дипломатичні чутки.
Вимагалося у будь-який спосіб відвернути увагу німецького командування від справжнього напрямку основного удару союзних військ, переконати німців, що удар буде завдано на інших напрямках, насамперед у Греції, де окупаційний режим Німеччини не був дуже міцним. За проведення операції з дезінформації взялася британська розвідка MI5. Головна складність полягала в тому, як подати німцям потрібну інформацію, так, щоб вона не викликала в них підозри.

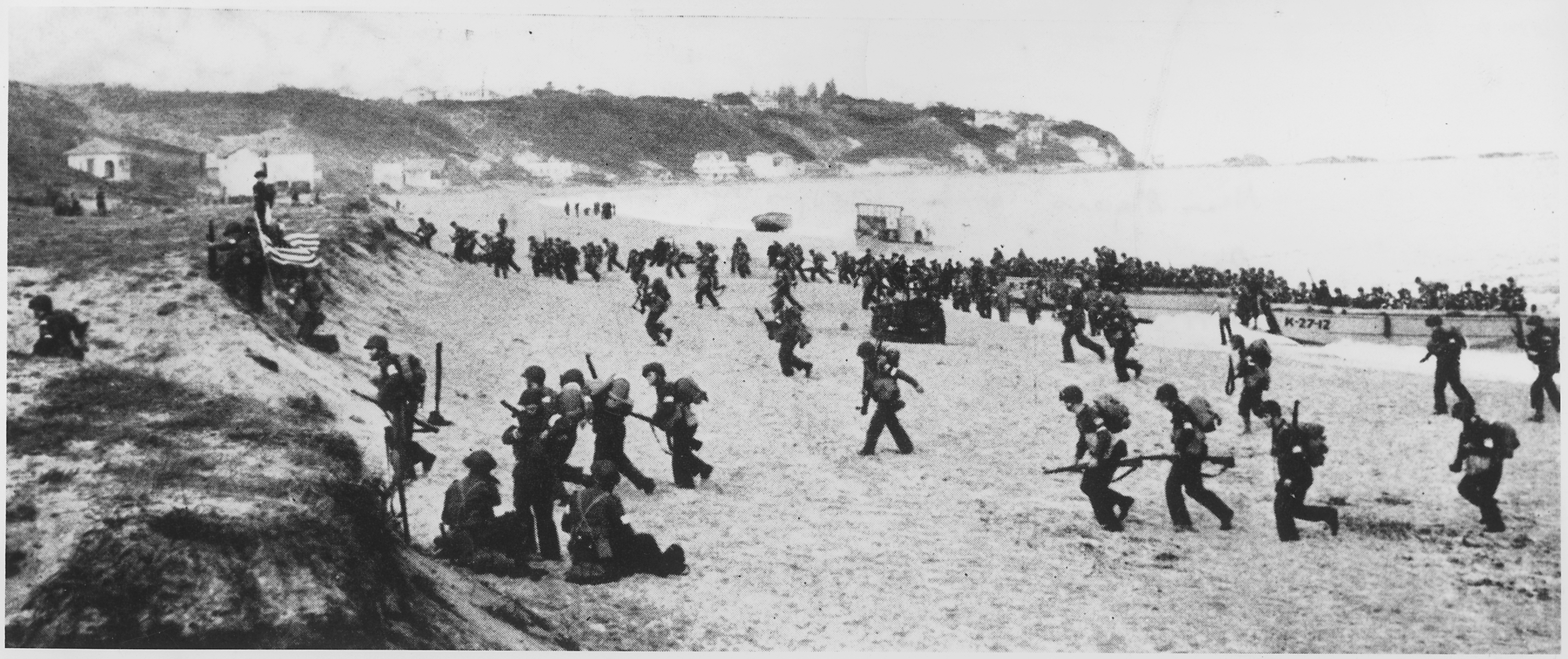
Висадка американського морського десанту на узбережжя Африки поблизу Алжиру. Операція «Смолоскип». 8 листопада 1942

## Планування та підготовка дезінформаційної операції

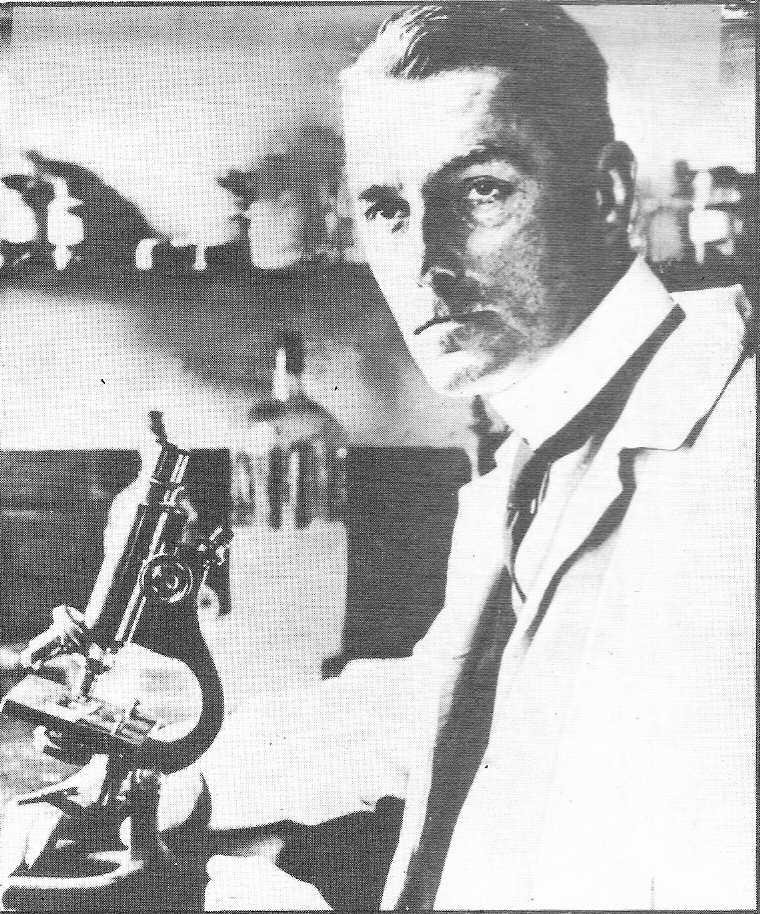
Бернард Спілсбарі

### Перші кроки
31 жовтня 1942 року флайт-лейтенант Чарльз Чолмонделі, начальник однієї з секцій «17M» з XX комітету MI5, який очолював роботу з подвійними агентами, запропонував керівництву скинути тіло мертвої людини над територією Франції, імітуючи загибель британського агента через, начебто, нерозкриття парашута. Пропонувалося закріпити на тілі секретну радіостанцію з комплектом відповідних шифрів, кодів тощо, які мали знайти німці. Ідея полягала в тому, аби змусити німців думати, що союзники не здогадуються про те, що їх агент потрапив у полон, й удавати, що британська агентура продовжує працювати на МІ5, що, у свою чергу, дасть змогу постачати Абверу важливу дезінформацію. Ця пропозиція була відкинута керівництвом розвідки, але сам задум узятий «на замітку».
Власне ідея використання трупів для введення противника в оману вже практикувалася англійцями в Північній Африці — це було відомо, як «ранець із трюком» — коли в ранці загиблих на полі бою солдатів підкладалися фальшиві документи.
Однак, Чолмонделі та його прямий начальник Монтегю пішли далі й почали розробляти детальний план акції, як найкраще і, головне — правдоподібно, підкинути хибну інформацію ворогу, тільки замість радіоприймача вони запропонували підкласти сфабриковані документи. Спочатку план базувався на припущенні застосувати парашут, який нібито не розкрився. Потім від цього довелося відмовитися, через те, що гітлерівці знали — союзники ніколи не дозволяють перевезення таємних документів авіацією, маршрут якої пролягає над територією противника. Врешті-решт вони вирішили зробити «людину» жертвою авіакатастрофи в морі. До того ж, це давало деякі переваги, якщо буде виявлено, що людина вже мертва кілька днів: це легко пояснювалося тим, що після авіаційної катастрофи жертва аварії якийсь час перебувала у відкритому морі, а також чому загиблий має при собі секретні документи. Тіло було вирішено підкинути поблизу узбережжя Іспанії, котра хоча офіційно й мала нейтральний статус у війні, тісно співпрацювала з німецьким Абвером.
Монтегю надав операції кодову назву «Мінсміт» — «М'ясний фарш».

### Пошук відповідного тіла
Після того, як задум плану був затверджений, Монтегю й Чолмонделі розпочали пошуки потрібного тіла. За допомогою відомого британського патологоанатома сера Б. Спілсбарі, розвідники визначилися, який тип тіла був потрібен: людина, яка, здавалося, померла в морі від гіпотермії й утоплення, а потім через кілька днів була викинута на берег. Однак, легко знайти догідне тіло здавалося майже неможливим, прямі запити могли викликати зайві розмови й підозри, і тим більше, неможливо було сказати родичам мерця для якої мети військові розшукують тіло з такими ознаками. З іншого боку, Бернард Спілсбарі, як експерт, запевняв представників Королівського флоту, що стан трупа не грає надто важливої ролі, тому що «іспанці, як католики, не мають звички довго тримати тіло покійного після розтину, якщо причину смерті відразу з'ясовано». Він порадив шукати тіло померлого порівняно молодого чоловіка, який, із міркувань надзвичайної секретності операції, не мав близьких родичів.
26 січня 1943, коронер Бентлі Пуршас з району Сент-Панкрас у Лондоні, знайшов труп, який відповідав вимогам розвідки. До лікарні в занедбаному стані було доставлено волоцюгу з Південного Уельсу, якого знайшли отруєним, імовірно, унаслідок спроби накласти на себе руки. Чоловік помер після прийняття певної дози щурячої отрути, яка містила фосфор. Після проковтування, фосфід зреагував у шлунку із соляною кислотою, генеруючи фосфін, високотоксичний газ, що врешті призвів до смерті нещасного. Від такого способу самогубства у легенях у померлого утворилася рідина, яка відповідала версії утоплення на морі. За словами коронера, ця доза отрути не була достатньою, щоб убити його відразу, й єдиним ефектом цього вчинку було тільки різке погіршення функціювання печінки, тому нещасний помер пізніше".
Ім'я 34-річного померлого було Гліндур Майкл (валл. Glyndwr Michael) — син шахтаря, який помер, коли синові було тринадцять, і матері, яка померла 1940 році, покинутий усіма, без засобів до існування. Імовірно, він страждав від важкої форми депресії.
Коронер, за умови, що реальна особистість людини ніколи не буде оприлюднена, погодився з проханням британської розвідки тримати тіло Майкла в холодному приміщенні, доки Чолмонделі й Монтегю розробляли документи прикриття для «створення» нової особистості під труп.

### Легенда-біографія «майора Мартіна»
Розвідники розпочали ретельну розробку легенди-біографії для мерця, створюючи в подробицях абсолютно фіктивне життя, забезпечуючи його родиною, даними про проходження служби, власним адвокатом, банківськими справами, звичкою палити й релігійністю — він став римо-католиком.
Гліндур Майкл перетворився на капітана Королівської морської піхоти Великої Британії «Вільяма Білла Мартіна» із власним посвідченням особи No 148 228. Згідно з легендою, «Вільям Мартін» народився 1907 року, у Кардіффі, Уельс, і перебував на посаді офіцера штабу Об'єднаних операцій Воєнного офісу Великої Британії. Розробники легенди підібрали йому доволі розповсюджене у списку осіб ВМС ім'я, аби у німецької розвідки не виникало сумнівів, що така персона існувала й раніше, до катастрофи літака.
Як офіцер британської морської піхоти, «майор Мартін», мав певні повноваження від Адміралтейства, що легко пояснювало, чому всі офіційні запити та повідомлення про його смерть мали спрямовуватися до розвідувального відділу ВМС. Крім того, він міг носити польову форму одягу, а не морську. Ранг тимчасового майора робив його в очах тих, хто цікавитиметься його особою, доволі вагомою посадовою особою в ієрархії британської військової системи. Це було загальновживаною практикою, коли майору доручали перевезення секретних документів, але, водночас, він не був настільки помітною фігурою у британських збройних силах, щоб хто-небудь міг його знати особисто.

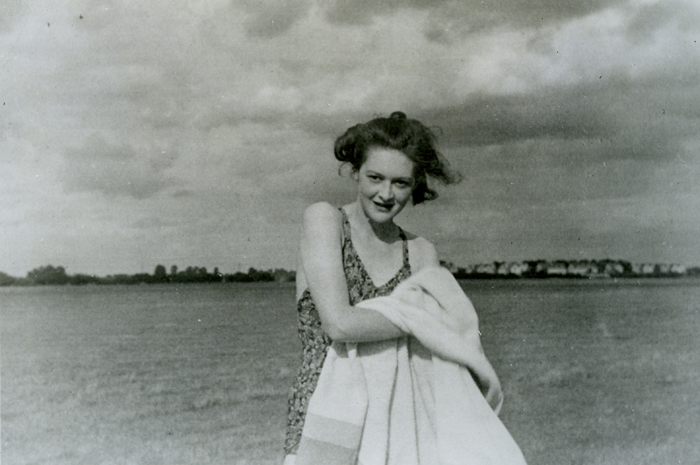
Підроблена світлина подруги «майора Мартіна» — «Пем», що насправді була співробітницею MI5

Тіло померлого мало майже такий ж розмір, як Чолмонделі — і молодий офіцер почав носити уніформу Королівської морської піхоти, яку вони збиралися одягти на мерця, щоб склалося враження, начебто військова форма була трохи зношена. Відповідно до рангу «майора Мартіна», на нього вдягли високоякісну вовняну нижню білизну, котру було надзвичайно важко отримати в той час через воєнний стан та лімітування такої продукції в Британії.
Під час розробки легенди для «майора Мартіна» вдавалися до підготовки найдрібніших деталей його «життя». Для виготовлення посвідчення особи «майора Мартіна» використали фото співробітника MI5 Ронні Ріда. Як згадував пізніше Монтегю, Ронні Рід «міг бути братом-близнюком мерця». Йому вигадали наречену на ім'я «Пем», знімок якої «Мартін» мав при собі під час «перельоту». Насправді на світлині була одна зі службовців MI5 Ненсі Жан Леслі. Також до особистих речей з трупом поклали два любовних листи та рахунки від 19 квітня 1943 року з ювелірної крамниці SJ Phillips Ltd за адресою 113 New Bond Street. У рахунку вказувалася діамантова обручка, з гравіруванням «Для Пем від WM 14.4.43», вартістю £ 53,10 — перстень, який коштував би у 2010 році £ 2100.
«Мартін» при собі також мав пафосного листа від батька, лист від родини адвоката, і лист від Ернеста Вітлі Джонса, генерального менеджера Lloyds Bank, в якому останній нагадував про сплату боргу в розмірі £ 79,97. Також у мерця був невеликий марковий альбом, срібний хрест і медальйон Святого Кристофера, недогризок олівця, ключі, використаний двопенсовий квиток на автобус, відривний талон з лондонського театру, рахунок за проживання протягом чотирьох ночей в офіцерському військово-морському та військовому клубі та квитанція-рахунок за нову сорочку від Gieves. Усі ці документи виготовлялися на автентичних бланках, чеках та рахунках. Дати відривних талонів і оплати за помешкання мали довести, що «майор Мартін» виїхав з Лондона 24 квітня. Якщо його тіло прибило до берега 30 квітня, то, імовірно, що він летів з Великої Британії, впав у море й пробув декілька днів у воді.
Для того, щоб особа «майора» виглядала ще більш правдоподібно, Монтегю і його команда вирішили додати незначні штрихи, утворюючи враження, нібито «Мартін» був трохи недбалою та неуважною людиною. Його посвідчення особи мало позначку, що воно видане на заміну першого, яке було втрачене, а його перепустка до штабу Об'єднаних операцій була протермінована за кілька тижнів до його від'їзду. Такий штрих у характері чоловіка ніс у собі певний елемент ризику через те, що Абвер міг запідозрити неладне — як же так сталося, що неуважному чоловіку довірили перевезення конфіденційних документів? Насправді цей крок у створенні легенди, не виключено, став одним із ключів до успіху. Після війни начальник розвідки нацистської Німеччини В. Шелленберг висловився про те, що особисті документи «Мартіна» не були досконалими, а агент, якому доручили їх перевірку, опинився під підозрою. Під час і після війни (саме через характер воєнних дій) повноцінних, досконалих і неушкоджених документів майже ніхто не мав, це було просто неможливо.

### Підробка «цілком таємних» документів
Одночасно зі створенням легенди й легалізаційних документів для «Мартіна», команда Монтегю наполегливо працювала над фальсифікацією таємної кореспонденції, яку він мав перевозити на борту літака. Британські розвідники докладали максимум зусиль до виготовлення таких документів, які у того, хто перевірятиме їх, не виникало жодних сумнівів у правдоподібності.

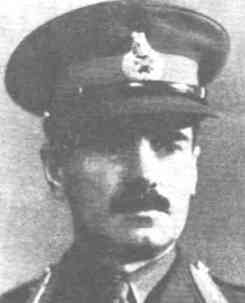
Лейтенант-генерал сер Арчибальд Най

Генерал сер Гарольд Александер

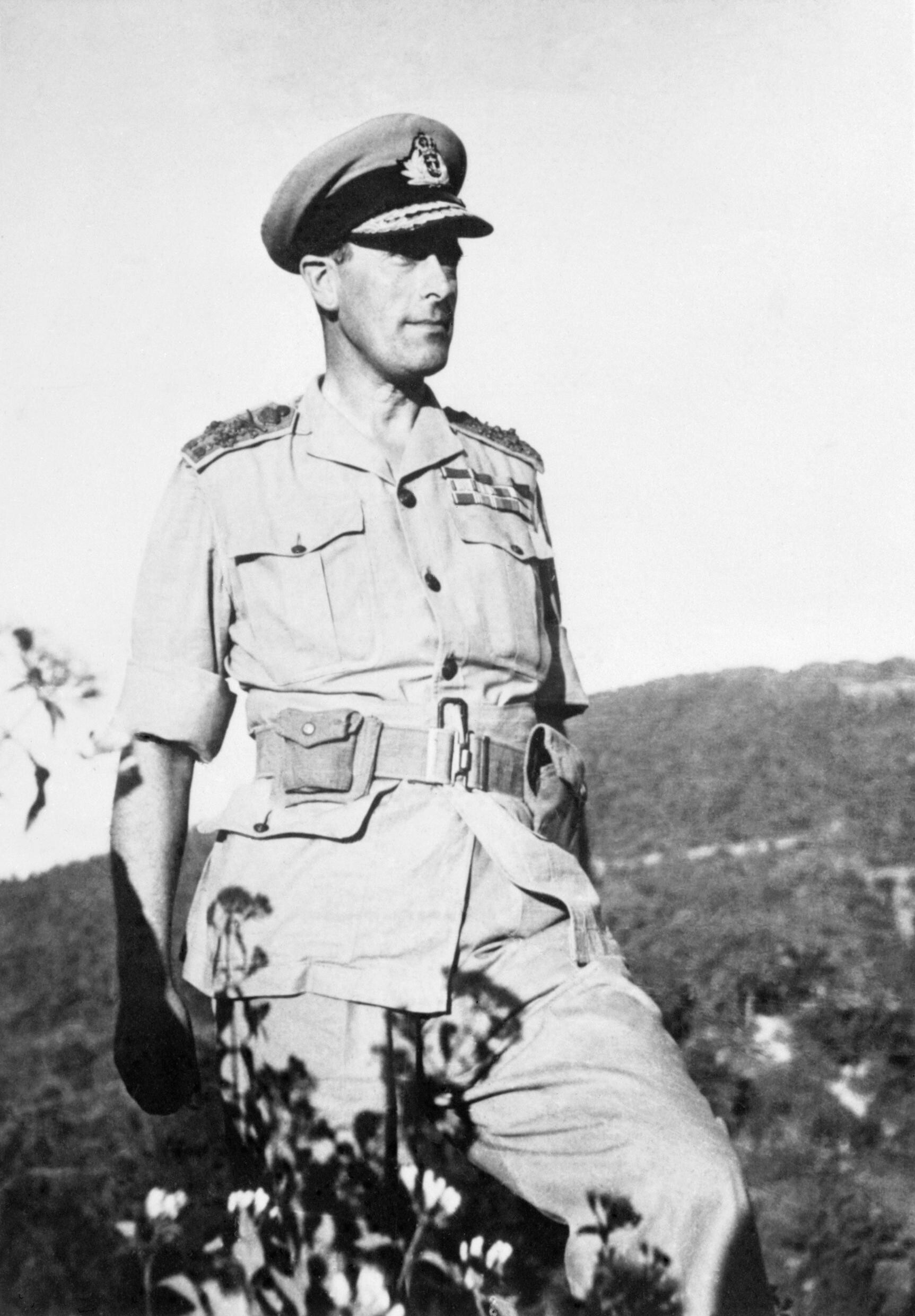
Віцеадмірал Луїс Маунтбеттен

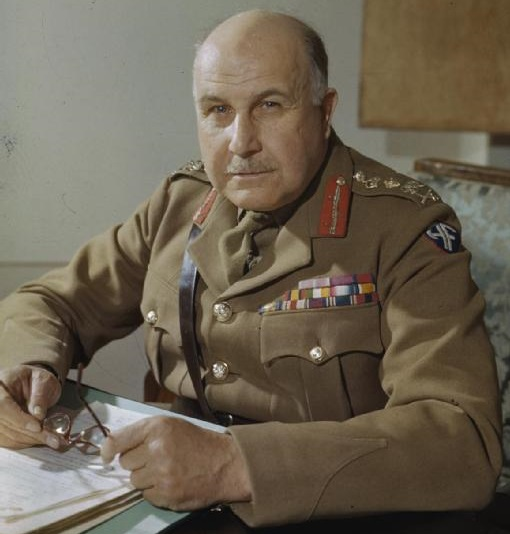
Генерал Генрі Мейтленд Вільсон

Основним документом був особистий лист від «Арчі Ная» (Генерал-лейтенант сер Арчибальд Най, віце-начальник імперського генерального штабу), до «Мого дорогого Алекса» (генерал сер Гарольд Александер, командувач 18-ї групи армій в Алжирі та Тунісі). У посланні згадувалося декілька «чутливих» питань, зокрема (небажане) нагородження американською нагородою «Пурпурове серце» британських військовослужбовців, призначення нового командира британської елітної Гвардійської бригади. Такі дрібниці пояснювали, чому листа писали від руки, а не друкували на машинці й не відправляли звичайними каналами зв'язку. Поміж рядків автор натякав на подальші плани союзників у Середземному морі, про підготовку операції «Хаскі» — план вторгнення союзних військ під командуванням генерала Г. Вільсона (Верховний головнокомандувач на Близькому Сході) до Греції з Єгипту та Лівії. У листі згадувалися два ймовірних плацдарми вторгнення морського десанту й перелічувалися деякі формування, котрі начебто мали брати участь у запланованій висадці. Сицилійська операція справді розроблялася, але насправді була планом вторгнення не на Сицилію. У листі також жартома згадувалася дезінформаційна складова: імітація висадки на Сицилію, тоді як англо-американські війська генерала Александера мають за мету висадитися з французького Тунісу на Сардинію. А. Най у фальшивому листі з іронією додав, що «ми маємо дуже добрий шанс обдурити [німців], створюючи враження, що збираємося на Сицилію». Після тривалих спроб підробити листа, який би відповідав меті операції, послання було складене особисто сером Арчибальдом та власноруч написане ним.
«Майор Мартін» також мав рекомендаційного листа від свого уявного командира, віцеадмірала Л. Маунтбеттена (начальника штабу Об'єднаних операцій) до адмірала флоту сера Е. Каннінгема, командувача британського Середземноморського флоту й керівника військово-морських операцій союзників у Середземному морі. У листі «Мартін» характеризувався, як досвідчений експерт у проведенні морських десантних операцій, якого тимчасово відрядили до штабу флоту до того часу, поки «не закінчиться висадка». У листі мимохідь проходив незграбний жарт про «сардини», який Монтегю, вставив з розрахунком, що німці звернуть на нього увагу, як ще одне посилання на заплановане вторгнення на Сардинію.
Враховуючи інцидент, який стався у вересні попереднього року з тілом кур'єра Джеймса Тернера, коли через упередженість римських католиків, як німців, так й іспанців, тіло загиблого не обшукувалося, й вони можливо пропустили важливий документ у кишенях лейтенанта, Монтегю підготував для документів портфель, який неможливо було не помітити.
Для виправдання перевезення таємних документів у портфелі, «майор Мартін» отримав також дві копії таємної офіційної брошури про проведення Об'єднаних операцій, написаної Гіларі Сондерсом, що працював у цьому управлінні, й лист від Л. Маунтбеттена до генерала Дуайта Ейзенхауера (Верховного головнокомандувача союзними експедиційними силами й Командувача усіма ОЗС союзників у Європі і Середземномор'ї), де його просили написати коротку передмову до брошури для видання її в США.
Проблемою для британців було, як краще зробити так, щоб тіло й портфель із документами були знайдені разом. Спочатку організатори операції хотіли закріпити ручку портфеля в руці мерця, як наслідок трупного задубіння. Однак, згодом вони припустили, що за декілька днів хватка може ослабитися й портфель віднесе в іншу сторону. Тому, команда розвідників оснастила «майора Мартіна» ланцюжком, яким користувалися банківські та ювелірні кур'єри для запобігання вихоплюванню з рук сумки у разі пограбування. Насправді, британські офіцери-кур'єри, що перевозили таємну кореспонденцію, ніколи не користувалися такими ланцюжками, але німці могли цього не знати. Було зроблене припущення, що протягом тривалого перельоту з Великої Британії, майор навряд чи триматиме валізу, прикріплену до його зап'ястя увесь час, тому ланцюг закріпили навкруги пояса його тренчкота.
По готовності до початку проведення операції, полковник Джонні Беван, ключова фігура в британському Генеральному штабі, яка відповідала за планування, розробку та реалізацію завдань введення противника в оману на стратегічному та оперативному рівні, був уповноважений проінформувати та пояснити прем'єр-міністрові загальний замисел операції «Мінсміт».
15 квітня 1943 полковник Д. Беван прибув на прийом до Вінстона Черчилля, який був у себе в ліжку з сигарою. Черчилль виказав неабиякий інтерес до задумки плану, і Беван визнав за необхідне зазначити, що операція дуже ризикована, таїть у собі багато наслідків й може пройти вельми невдало. Прем'єр-міністр відповів у своїй, притаманній йому, манері: «У такому випадку, ми мусимо отримати тіло назад і дати йому шанс на ще один заплив».

## Реалізація
12 березня 1943 Е. Монтегю звернувся до свого прямого начальника — директора управління планування Адміралтейства, із проханням затвердити рішення стосовно методу транспортування тіла в район запланованої операції. Розвідники запропонували перевезення «майора Мартіна» на підводному або літаючому човні, надводному судні або літаком. Після обговорення було вирішене використати підводний човен, який мав більше переваг у порівнянні з іншими засобами доставки.
У суботу 17 квітня о 18:00, лейтенант-командер Монтегю, зі своїм напарником лейтенантом Чолмонделі, прибули вантажівкою до моргу окружного коронера Б. Пуршаса аби забрати тіло. Труп з усіма обачностями вийняли з холодильної установки, де він зберігався тривалий час, одягли його й наповнили кишені належними документами та дрібницями. Найбільш проблематичним виявилося взування «майора Мартіна». Офіцери змушені були розморожувати ноги «Мартіна» за допомогою електричного обігрівача, щоб натягнути на нього шкарпетки й черевики.
«Майора Мартіна», одягненого у форму офіцера Королівської морської піхоти, перенесли до сталевого контейнера, спеціально розробленого для такої мети. Контейнер наповнювався сухим льодом й герметично запечатувався. Коли сухий лід сублімувався, він наповнив контейнер діоксидом вуглецю і витиснув увесь кисень,  створюючи таким чином умови для збереження тіла без охолодження.
Чолмонделі з Монтегю вантажівкою доставили контейнер на базу підводних човнів у Холі-Лох, затока Ферт-оф-Клайд Шотландія, де його взяли на борт британського підводного човна HMS «Сераф». Командир підводного човна лейтенант Білл Джуел, і екіпаж вже попередньо мали досвід участі у спеціальних операціях. Джуел пояснив своєму екіпажу, що герметична капсула містить надзвичайно секретний метеорологічний пристрій для встановлення поблизу берегів Іспанії.

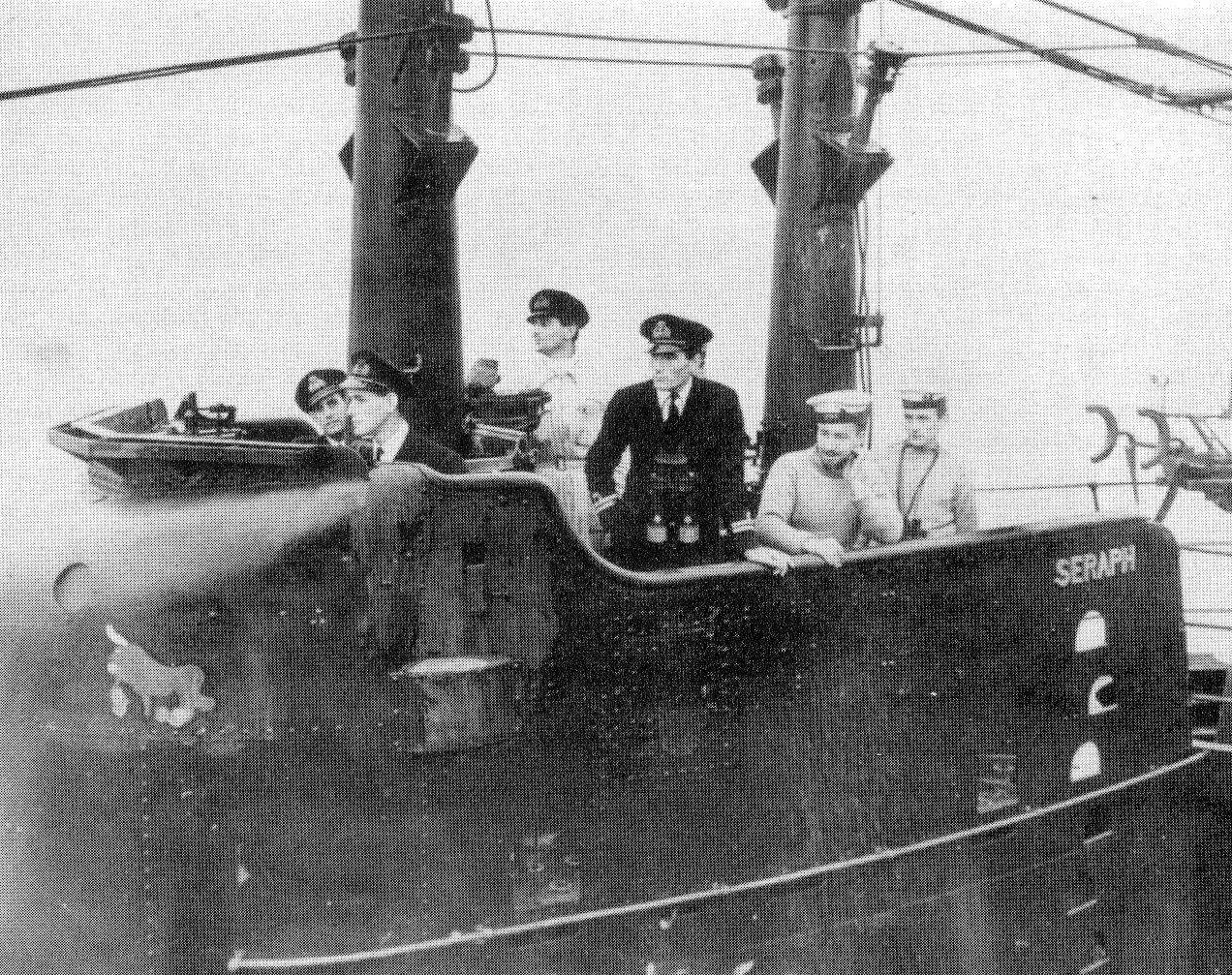
Члени екіпажу підводного човна HMS «Сераф» на ходовому містку

19 квітня 1943 підводний човен «Сераф» вийшов у море й 30 квітня прибув у заплановане місце — приблизно за милю від узбережжя Іспанії, неподалік від міста Уельва.
О 4:30 30 квітня британський човен сплив на поверхню. Капітан Джуел наказав винести герметичну капсулу на палубу, а потім відіслав усю команду, за винятком офіцерів, всередину човна. Перший помічник, лейтенант Девід Скотт, лишався на містку. Він проінформував офіцерів про деталі секретної операції, бо до того часу тільки вони удвох із командиром корабля знали про це. Офіцери відкрили контейнер, витягли звідти «майора Мартіна», натягнули на нього рятувальний жилет і причепили йому портфель із документами. Джуел прочитав 39-й псалом, хоча відспівування в наказі на операцію не зазначалося. Потім тіло мерця зіштовхнули в море, сподіваючись, що хвиля винесе його на берег. На відстані півмилі на південь, моряки викинули за борт гумовий човен, щоб створити докази авіаційної катастрофи. Використаний контейнер підводний човен протягнув далі в море, де його спочатку спробували розстріляти з кулеметів, щоб скоріше втопити, але спроба виявилася невдалою через повітря, що накопичилося всередині капсули. Врешті-решт контейнер висадили в повітря за допомогою пластикової вибухівки.
Вийшовши далі в океан, командир човна надіслав телеграму наступного змісту: «фарш виготовлено», і продовжив рух далі на Гібралтар.
Близько 9:30 того ж дня, іспанський рибалка Хосе Антоніо Рей Марія (ісп. José Antonio Rey Maria) з Пунта-Умбрія, побачив у морі тіло загиблого, витягнув його на борт рибальської шхуни й доставив «майора Мартіна» в Уельву до місцевих правоохоронців.

Повідомлення в лондонській газеті «Таймс» від 4 червня 1943 про загибель офіцера Королівської морської піхоти майора Мартіна

### Операція в активній фазі
Коли тіло британського офіцера доставили до іспанської поліції, про це потай повідомили агента Абвера в Уельві, Адольфа Клаусса. Син німецького консула, він діяв на території Іспанії під прикриттям фахівця з сільського господарства. Згодом британський військово-морський аташе в Іспанії отримав інформацію про те, що іспанська поліція має тіло британського офіцера, незабаром про це був повідомлений XX Комітет. Тіло «майора Мартіна» було передано британському віце-консулу Ф. К. Газельдене, і 2 травня 1943 року з усіма військовими почестями поховане на кладовищі Нуестра Сеньйора в Уельві, у секторі Сан-Марко.
Віце-консул замовив іспанському патологоанатому Едуардо дель Торно провести посмертну експертизу причин смерті британського офіцера. Е. дель Торно зробив висновок, що коли чоловік впав у море, він на той час ще був живий, на тілі немає синців, від яких він міг загинути; смерть настала внаслідок утоплення, а тіло перебувало в морі від 3 до 5 днів. Більш детальне обстеження не проводили, почасти за рахунок «заохочення» місцевого медичного персоналу британським представником, а також тому, що патологоанатом вважав мерця католиком — «Мартін» носив срібне розп'яття і мав у своєму гаманці бляшку церкви святого Кристофера, а на його посвідченні була позначка «RC».
Монтегю наполіг на тому, щоб ім'я «майора Мартіна» включили до списку британських втрат, що регулярно публікувався газетою «Таймс». 4 червня прізвище офіцера з'явилося у переліку британських військових, що загинули, що стало ще одним додатковим фактором, який грав на руку розвідникам. За збігом обставин, імена двох інших офіцерів, які загинули, коли їхній літак впав у море, були також опубліковані того ж дня, посилюючи правдоподібність історії «майора Мартіна». Повідомлення The Times про «загибель майора Вільяма Мартіна» було таке ж саме, як раніше, коли повідомлялося про загибель кінозірки Леслі Говарда, збитого літаками Люфтваффе в Біскайській затоці.
Для посилення ефекту про важливість персони, а скоріше — його кореспонденції, Адміралтейство надіслало кілька телеграм до військово-морського аташату в Мадриді із запитом про папери, які «майор Мартін» перевозив. Аташе отримав завдання терміново знайти ці документи, і, якщо вони перебувають у іспанців, за будь-яку ціну повернути їх, але при цьому в жодному разі не акцентувати увагу іспанських представників на важливості або виключності втраченої кореспонденції. Як пізніше з'ясувалося портфель із документами забрали офіцери іспанського флоту, які потім доставили його до Генерального штабу Іспанії. Однак, звідти, вони, мабуть, зникли, і навіть гестапо не змогли відразу їх знайти.

### Реакція німців
Майор Карл-Еріх Кюленталь, старший агент Абверу в Іспанії, був украй зацікавлений у розшуку документів. Він розгорнув настільки активну діяльність, що привернув до себе значну увагу іспанських військовиків, зокрема полковника Хосе Лопеса Баррона Керруті, найстаршого співробітника таємної поліції Іспанії й затятого фашиста, який очолював пошуки портфеля. Вільгельм Канаріс, керівник Абверу, наказав Кюленталю особисто втрутитися та переконати іспанців віддати документи німецькій розвідці. Підполковник Рамон Пардо Суарес знайшов місцеперебування документів «майора Мартіна» й улаштував усе таким чином, щоб передати їх німецьким колегам. Іспанці витягли все ще вологий папір, щільно згорнувши його навколо спиці в циліндричну форму, а потім обережно витягли документ між клапанами конверта, все ще запечатаного восковою печаткою. Пардо привіз висушений вміст до німецького посольства й передав документи на одну годину Вільгельму Лейсснеру, начальнику відділу Абверу в Мадриді, щоб він міг зробити копії. З посольства одразу ж по радіо передали текст до Берліна, а паперові копії через декілька днів надіслали дипломатичною поштою.
Після завершення цієї процедури усі таємні документи знову ж таки поклали до їх оригінальних конвертів у такий самий спосіб, як їх звідти дістали. 13 травня іспанці повернули британському аташе усі папери із запевненнями, що «все на місці». Коли документи уважно перевірили, британські аналітики підтвердили, що вони розпаковувалися. Перехоплення повідомлення, надісланого німцями за допомогою шифрувальної машини «Енігма» підтвердило цей факт і дало підстави доповісти про результати Черчиллю, а далі й союзникам у Сполучених Штатах: «…Фарш проковтнутий цілком».
Зусилля Монтегю і його групи зі створення легенди про «майора Мартіна» окупилися. Німці ретельно вивчили та взяли до уваги всі деталі про його особу. Вони помітили дати на корінцях квитків, і дійшли висновку, що «Мартін» мав летіти з Великої Британії до Гібралтару. Як не дивно, в їхній доповіді була допущена помилка в даті (27 квітня, а не 22 квітня), і вони вважали, що аварія сталася 28 квітня, попри те, що медичне обстеження «довело», що за станом на 30 квітня «Мартін» був мертвий вже протягом декількох днів. Але, німці пропустили цю суперечність.
Нацистський рейхсміністр пропаганди Йозеф Геббельс, який вільно володів англійською, мав звичку щодня читати Лондонський Таймс. Він засумнівався в інформації, про що він зазначив у своєму особистому щоденнику, але не висловлювався відкрито, тому що Адольф Гітлер був переконаний у правдивості підкинутих документів, які посилили його власні передбачення розвитку подій у регіоні. Він не погодився з Беніто Муссоліні, який вважав, що саме Сицилія буде найбільш ймовірним пунктом вторгнення, і наполягав, що будь-яка висадка союзних військ на Сицилії буде фіктивною.
Верховне командування німецьких військ негайно розгорнуло діяльність із перенацілювання своїх оборонних зусиль на інші напрямки: підкріплення було відправлено до Греції, на Сардинію й Корсику замість Сицилії. Переконання німців посилила і ростуча активність британських командос у Греції. Генерал-фельдмаршал Ервін Роммель був терміново відправлений до Греції, де перейняв на себе командування усіма німецькими та італійськими військами на Балканах. Група німецьких тральщиків і мінних загороджувачів передислокована з Сицилії, які встановили поблизу грецького узбережжя три додаткових мінних поля. Терміново розпочалося перекидання до Греції трьох танкових дивізій: однієї — з Франції, і двох — зі Східного фронту. Останній крок мав найсуттєвіші наслідки — таким чином, німці суттєво скоротили свій бойовий потенціал перед початком битви на Курській дузі.

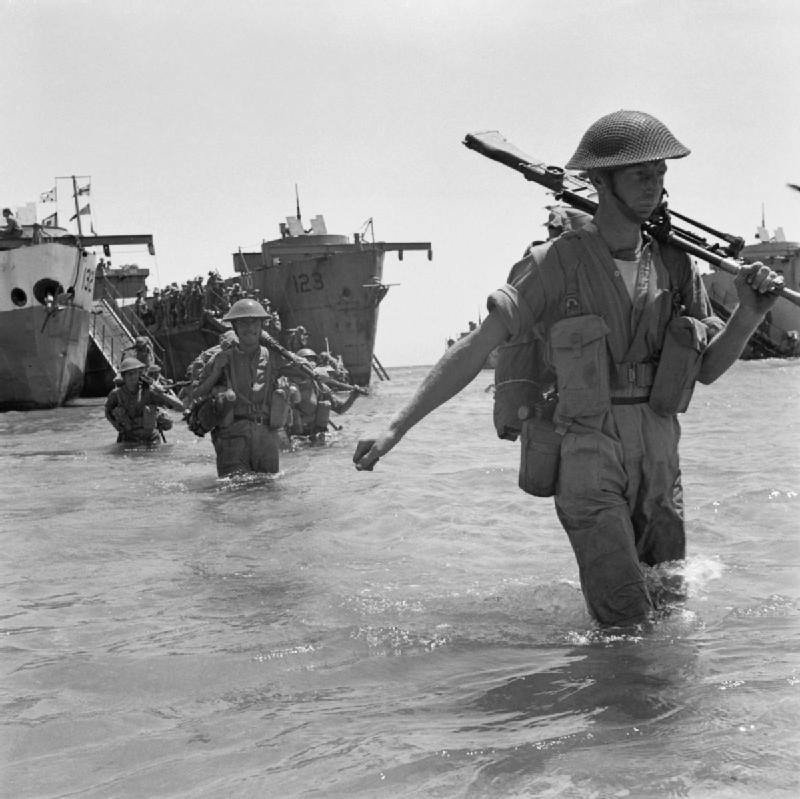
Британський морський десант висаджується на узбережжя Сицилії. Операція «Хаскі». 10 липня 1943

9 липня 1943 союзники розпочали операцію «Хаскі» — вторгнення на Сицилію. Операція «Мінсміт» мала настільки великий успіх, що навіть вранці сицилійського вторгнення німці, переконані в тому, що головні удари будуть завдані на Сардинії та в Греції, протягом ще двох днів тримали чималі сили за межами острова, поки не стало занадто пізно. Вони щиро вірили, що ця висадка має відволікаючий характер й доручили німецьким агентам на берегах Гібралтарської протоки посилити спостереження за конвоями, які мали прямувати для висадки десанту на Корсику й Сардинію. Ті війська, що утримували оборону на Сицилії, також були збентежені незрозумілістю, лише через три доби після висадки, 12 липня, 3-й полк 1-ї німецької парашутної дивізії отримав завдання десантуватися на острів для протидії наступу 8-ї британської армії. Тим часом німецькі війська марно чекали на вторгнення до Греції, яке так і не сталося.
25 липня 1943, під враженням від військових невдач, Велика фашистська рада і король Італії Віктор Емануїл III усунули Муссоліні з посади прем'єр-міністра, його місце зайняв маршал П'єтро Бадольйо, який потай розпочав переговори з союзниками про перемир'я, яке було укладене 3 вересня, одночасно з висадкою союзних військ на півдні Італії.
За бездоганне проведення операції «Мінсміт» Евен Монтегю був удостоєний звання офіцера ордену Британської імперії; Чарльз Чолмонделі став кавалером такого ж звання кількома роками пізніше.

## Наслідки операції «Мінсміт»
Помилка Абверу, допущена при реалізації британцями операції «Мінсміт», призвела до того, що пізніше гітлерівці часто ігнорували справжні таємні документи союзників, що за різних обставин потрапляли до них.
Так, через два дні після початку «Дня Д» у Нормандії, німці знайшли десантне судно, викинуте в гирлі річки Вір на берег, на борту якого випадково знайшли велику кількість цілком таємних документів, де у подробицях описувалися плани союзників у цьому регіоні. Гітлер, вважаючи що це дезінформація, схожа на операцію «Мінсміт», проігнорував документи, і продовжував вірити, що основний удар сил вторгнення буде завдано через Па-де-Кале.
У вересні 1944, під час проведення операції «Маркет-Гарден» у Нідерландах, повний пакунок таємних документів, зокрема, зі справжнім оперативним наказом із картами й графіками висадки повітряного десанту, який не мав знаходиться з військами, що висаджувалися, був випадково залишений на борту планера, з якого здійснювалася висадка. План операції потрапив у руки німецького командування, а ті, переконані, що це ще одна спроба союзників ввести їх в оману, розгорнули свої бойові порядки таким чином, що прямо суперечило інформації, яку вони випадково здобули.

## Ідентифікація майора Мартіна
Тіло людини, відомої, як «майор Мартін» було поховане на кладовищі «Нуестра-Сеньйора-де-ла-Соледад» в Уельві. У післявоєнний час, коли деталі дезінформаційної операції «Мінсміт» стали відомі широкій публіці, виникли питання про особу похованого там чоловіка.
1996 року, історик-аматор Роджер Морган із Лондона знайшов докази, що насправді «Мартін» був Майклом Гліндуром, валлійським алкоголіком-волоцюгою, імовірно з Абербаргойду, чиє ім'я згадується на військовому меморіалі у цьому селищі, який помер від вживання щурячої отрути, хоча обставини цієї події лишалися невідомими. У книзі «Операція „М'ясний Фарш“» автор Бен Макінтайр підтвердив, що небіжчик був Майклом Гліндуром.
Майкла Гліндура знайшли 26 січня 1943 року у покинутому складі поблизу станції Кінгс-Кросс у Лондоні, звідти його доправили до лікарні Святого Панкраса з діагнозом «гостре хімічне отруєння». Вважається, що він вжив щурячу отруту, відому як «убивця паразитів».
Лікарі, які обстежили пацієнта у шпиталі, зробили припущення, що Майкл мав намір накласти на себе руки. Його батько покінчив життя самогубством, коли Майклу було 15 років, а мати померла 1940 року, і Майкл лишився один у світі, повільно заглиблюючись у глибокий депресивний стан. У жорстоких та суворих умовах війни він перебрався, як і багато хто з Уельсу, до Лондона, але не знайшов роботи, був безхатченком. Припускають також, що отруєння стало випадковим через те, що весь час голодуючи, Майкл з'їв залишки хліба, які знайшов, а ті виявилися з отрутою для знищення щурів. Покінчити з життям у такий жахливий спосіб здавалося неймовірно жорстоким. Як правило, ті, що вжили в їжу щурячу отруту, помирали у страшних муках протягом трьох діб, поки фосфор реагував з власним кислотним середовищем шлунку, утворюючи гази фосфіну. Смерть наставала через руйнацію центральної нервової системи, жовтяницю, кому, відмову нирок, печінки та серця. Майкл мучився два дні, поки помер. Він встиг повідомити своїм медсестрам, хто він такий і що він з'їв хліб.

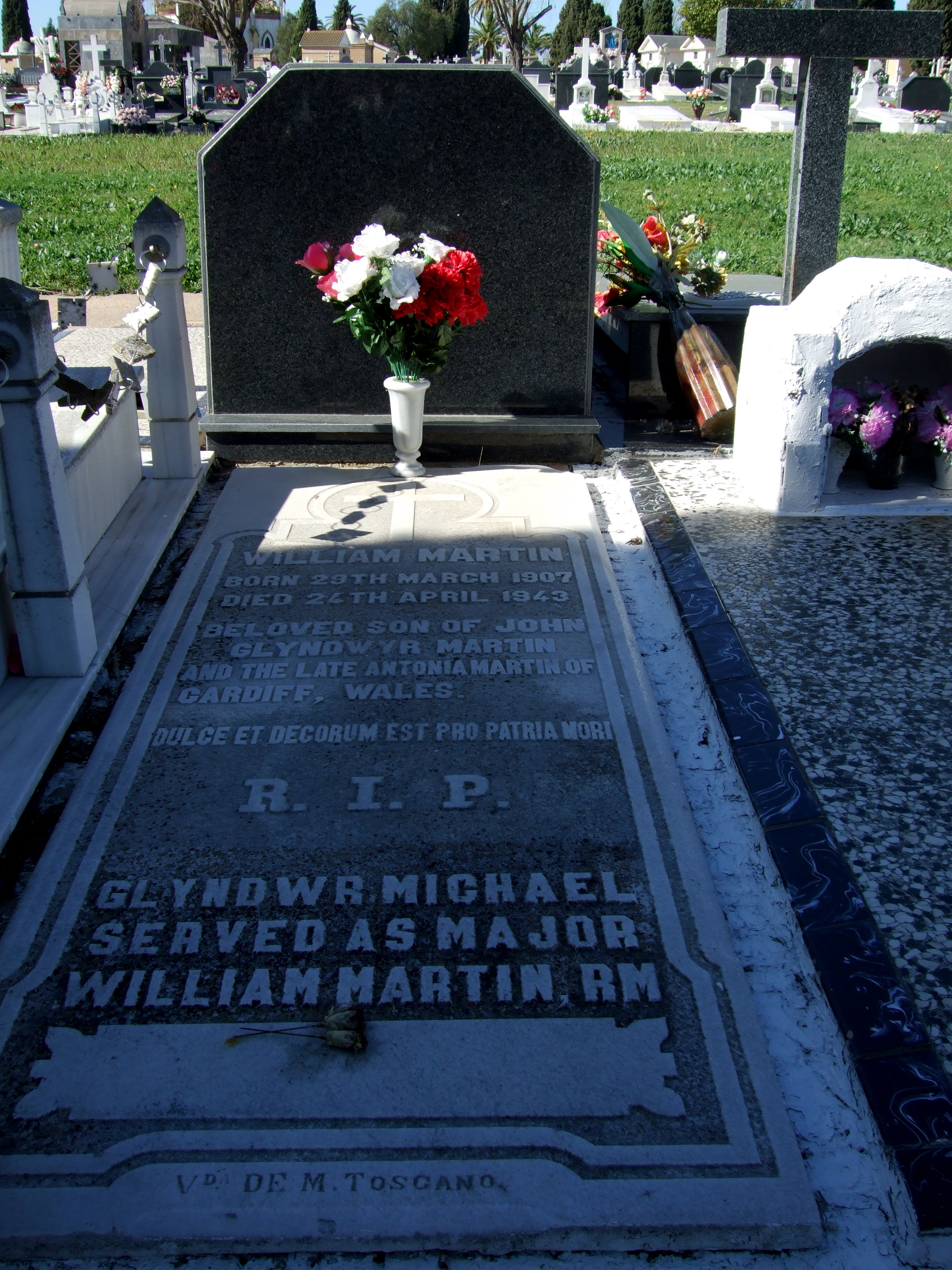
Могила «майора Мартіна» —Майкла Гліндура в Уельві, Іспанія

28 січня 1943 молодий чоловік помер, а його тіло доставили до шпитального моргу, де труп зберігався в холодильнику весь час, поки йшла підготовка місії.
1996 року The Daily Telegraph опублікувала статтю, ґрунтуючись на інформації, виданій Державним архівом, де вказувалося, що тіло мерця належало Майклу Гліндуру. У січні 1998 року Комісія країн Співдружності з військових поховань ухвалила рішення додати на надгробку «майора Мартіна» на католицькому кладовищі Уельви, напис: «Майкл Гліндур, який служив майором Вільямом Мартіном.»
За іншою версією, автори Джон й Норін Стіл у своїй книзі «Секрети HMS Dasher», пропонують свій варіант, ким був «майор Мартін». 27 березня 1943 стався вибух на ескортному авіаносці HMS «Дашер», який перебував тоді на рейді британської морської бази Холі-Лох. Причини цієї події досі лишаються не до кінця з'ясованими, дехто приписує це можливому випадковому торпедуванню британським підводним човном авіаносця, внаслідок чого «Дашер» затонув і загинуло 379 чоловіків, які перебували на борту. Британська влада намагалися нібито зберегти цей інцидент у таємниці, й не провокувати суспільство з приводу факту «дружнього вогню», який завдав стільки жертв. Загиблі моряки були спочатку поховані в братській могилі без імен. Стіли стверджують, що тіло для операції «Мінсміт» було взято звідти й належало одному із загиблих моряків Джону «Джеку» Мелвіллу, 37 років. Вони наполягають, що якби тіло Майкла підібрали в січні 1943 року, то до 30 квітня він не міг зберігатися у холодильнику — тіло обов'язково б зазнало значного розкладання. Вони також стверджували, що заморожування мало призвести до очевидних змін в організмі, які мали побачити лікарі, а це суперечило доповіді Монтегю.

## Історія про людину, якої ніколи не було
Шпигунська історія про те, як «майор Мартін», людина, якої насправді ніколи не існувало, «обдурила» німців і врятувала тисячі життів солдатів союзників, ніколи б не стала надбанням громадськості, якби 1950 року не було видано книгу британського дипломата Даффа Купера «Операція „Розбите серце“» (англ. Operation Heartbreak). Основний сюжет шпигунського роману, який значною мірою ґрунтувався на фактурі операції «Мінсміт» — тіло мертвого чоловіка, знайдене іспанцями в морі поблизу узбережжя, разом із таємними документами союзників. Спроба наступного письменника — Яна Колвіна — створити власну публікацію на цю тему наштовхнулась на спротив розвідувальної спільноти Великої Британії. Об'єднаний розвідувальний комітет вирішив, що коли вже вони не змогли запобігти витоку інформації про цю операцію, краще хай текст напише та людина, яка б знала, про що писати.
1953 року світ побачив роман Евена Монтегю «Людина, якої ніколи не було». Шпигунський роман відразу став бестселером і за три роки по тому на основі роману був випущений фільм. Детективна кінострічка 1956 року, із такою ж назвою «Людина, якої ніколи не було», з акторами Кліфтоном Веббом, Глорією Грем й Робертом Флемінгом у головних ролях, продемонструвала усьому світові гостроцікаву історію про протистояння двох розвідок під час війни. Евен Монтегю з'явився у невеликому камео у фільмі в ролі одного з найважливіших старших офіцерів на засіданні XX комітету MI5.

## Відео
- «The Man Who Never Was» movie at the Internet Movie Database
- Operation Mincemeat — WWII deception prior to invading Italy(by Ian Fleming) — Full
- Operation Mincemeat (2021) at the IMDB